# حسن الدوسري
حسن سالم الدوسري (1954-2019) سياسي سابق بحريني.

## السيرة
ولد علي في قرية البديع في 1 يناير 1954. حصل على دبلوم تجارة من وزارة التربية والتعليم بالبحرين عام 1974 ودبلوم إدارة من المعهد العربي للإدارة بمصر عام 1990 ودبلوم في اللغة الألمانية وتنسيق الحدائق من بريمن بألمانيا عام 1982.
عمل رئيس بلدية المنامة بوزارة البلديات من عام 1993. ثم ترقى إلى مدير إدارة المواصلات والصيانة عام 1996 ثم ترقى إلى مدير إدارة المواصلات وإدارة المنتزهات والقائم بأعمال المدير العام المساعد للبلديات عام 2001.
في انتخابات مجلس النواب لعام 2002 خسر مقعد الدائرة الرابعة في محافظة الشمالية بعدما جمع 535 صوت ما نسبته 27.16%. وفي انتخابات عام 2006 فاز بمقعد الدائرة من جولة الإعادة بعدما جمع 1236 صوت ما نسبته 56.75%. وفي انتخابات عام 2010 فاز بمقعد الدائرة بعدما جمع 1545 صوت ما نسبته 57.80%. وفي انتخابات عام 2014 خسر مقعد الدائرة الثالثة في محافظة الشمالية من جولة الإعادة بعدما جمع 1404 صوت ما نسبته 41.44%.